# 马瑞文
马瑞文（1951年9月—），男，回族，宁夏同心人，中华人民共和国政治人物。中共中央党校函授学院党政管理专业毕业，中共中央党校大学学历。

## 生平
1971年至1972年，在银川师范学校学习。1972年1月参加工作，从1972年至1976年，历任同心县喊叫水中学教师、乡教育专干。1976年1月加入中国共产党。1976年至1981年，担任中共同心县委宣传部、组织部干事。1981年至1983年，任中共同心县委组织部副部长。1983年至1985年，任同心县副县长。1985年至1990年，任中共同心县委常委、同心县副县长。1990年至1992年，任中共同心县委副书记、同心县县长。
1992年至1997年，任宁夏回族自治区粮食局副局长、党组成员。1997年至1998年，任中共石嘴山市委副书记、代市长。1998年至2003年，任中共石嘴山市委副书记、市长。2003年至2007年，任宁夏回族自治区政协副主席、党组成员。2007年至2008年，任宁夏回族自治区人大常委会党组副书记、宁夏回族自治区政协副主席、党组成员。2008年1月，成为宁夏回族自治区人大常委会副主任。
2013年3月，当选第十二届全国人大常委会委员。